# 4-й стрелковый корпус (2-го формирования)
4-й Свирский стрелковый корпус — войсковое соединение Вооружённых Сил СССР во время Великой Отечественной войны. Существовало два формирования корпуса.

## История
Корпус сформирован в июне 1942 года в составе 7-й армии, на базе её 1-й оперативной группы
В составе действующей армии с 15 июня 1942 года по 15 ноября 1944 года.
Занимал оборонительные позиции по реке Свирь с 1942 года по 1944 год.
21 июня 1944 года в 12-00 главные силы корпуса форсировали реку Свирь на левом фланге армии, тем самым начав Свирско-Петрозаводскую операцию. Силы корпуса наступали по краю Ладожского озера в тяжёлых условиях Сармягских болот. 3 июля 1944 года корпус подошёл к реке Тулемайоки, но форсировать её не смог. Удалось только захватить посёлок и крупную железнодорожную станцию Самли, имевшую большое значение для обороны всего района. 10 июля 1944 года корпус участвовал во взятии города Питкяранта, и в начале августа 1944 года перешёл к обороне.
В декабре 1944 года, в связи с готовящимся расформированием 7-й армии, корпус был передан в 32-ю армию, а затем включён в состав Беломорского военного округа, где и находился до конца боевых действий. В январе 1946 года передан в Архангельский военный округ.
Расформирован в июле 1946 года.

### Полное наименование
4-й стрелковый Свирский корпус

### Боевой состав
| Дата       | Фронт                     | Армия             | В составе (стрелковые)                                                                                               | Другие части, в том числе приданные                                            | Примечания |
| ---------- | ------------------------- | ----------------- | --- | ------------------------------------------------------------------------------ | ---------- |
| 01.07.1942 | -                         | 7-я армия (СССР)  | 114-я стрелковая дивизия 272-я стрелковая дивизия 368-я стрелковая дивизия                                           | 877-й отдельный сапёрный батальон 506-й отдельный батальон связи               |            |
| 01.08.1942 | -                         | 7-я армия (СССР)  | 272-я стрелковая дивизия 368-я стрелковая дивизия 69-я морская стрелковая бригада                                    | 877-й отдельный сапёрный батальон 506-й отдельный батальон связи               |            |
| 01.09.1942 | -                         | 7-я армия (СССР)  | 272-я стрелковая дивизия 368-я стрелковая дивизия 69-я морская стрелковая бригада                                    | 877-й отдельный сапёрный батальон 506-й отдельный батальон связи               |            |
| 01.10.1942 | -                         | 7-я армия (СССР)  | 21-я стрелковая дивизия 67-я стрелковая дивизия 114-я стрелковая дивизия                                             | 877-й отдельный сапёрный батальон 506-й отдельный батальон связи               |            |
| 01.11.1942 | -                         | 7-я армия (СССР)  | 21-я стрелковая дивизия 67-я стрелковая дивизия 114-я стрелковая дивизия                                             | 877-й отдельный сапёрный батальон 506-й отдельный батальон связи               |            |
| 01.12.1942 | -                         | 7-я армия (СССР)  | 21-я стрелковая дивизия 67-я стрелковая дивизия 114-я стрелковая дивизия                                             | 877-й отдельный сапёрный батальон 506-й отдельный батальон связи               |            |
| 01.01.1943 | -                         | 7-я армия (СССР)  | 272-я стрелковая дивизия 368-я стрелковая дивизия 69-я морская стрелковая бригада                                    | 877-й отдельный сапёрный батальон 506-й отдельный батальон связи               |            |
| 01.02.1943 | -                         | 7-я армия (СССР)  | 272-я стрелковая дивизия 368-я стрелковая дивизия 69-я морская стрелковая бригада                                    | 877-й отдельный сапёрный батальон 506-й отдельный батальон связи               |            |
| 01.03.1943 | -                         | 7-я армия (СССР)  | 272-я стрелковая дивизия 368-я стрелковая дивизия 69-я морская стрелковая бригада                                    | 877-й отдельный сапёрный батальон 506-й отдельный батальон связи               |            |
| 01.04.1943 | -                         | 7-я армия (СССР)  | 272-я стрелковая дивизия 368-я стрелковая дивизия 69-я морская стрелковая бригада                                    | 877-й отдельный сапёрный батальон 506-й отдельный батальон связи               |            |
| 01.05.1943 | -                         | 7-я армия (СССР)  | 272-я стрелковая дивизия 368-я стрелковая дивизия 69-я морская стрелковая бригада                                    | 877-й отдельный сапёрный батальон 506-й отдельный батальон связи               |            |
| 01.06.1943 | -                         | 7-я армия (СССР)  | 272-я стрелковая дивизия 368-я стрелковая дивизия 69-я морская стрелковая бригада                                    | 877-й отдельный сапёрный батальон 506-й отдельный батальон связи               |            |
| 01.07.1943 | -                         | 7-я армия (СССР)  | 272-я стрелковая дивизия 368-я стрелковая дивизия 69-я морская стрелковая бригада                                    | 877-й отдельный сапёрный батальон 506-й отдельный батальон связи               |            |
| 01.08.1943 | -                         | 7-я армия (СССР)  | 272-я стрелковая дивизия 368-я стрелковая дивизия 69-я морская стрелковая бригада                                    | 877-й отдельный сапёрный батальон 506-й отдельный батальон связи               |            |
| 01.09.1943 | -                         | 7-я армия (СССР)  | 272-я стрелковая дивизия 368-я стрелковая дивизия 69-я морская стрелковая бригада                                    | 877-й отдельный сапёрный батальон 506-й отдельный батальон связи               |            |
| 01.10.1943 | -                         | 7-я армия (СССР)  | 272-я стрелковая дивизия 368-я стрелковая дивизия 69-я морская стрелковая бригада                                    | 877-й отдельный сапёрный батальон 506-й отдельный батальон связи               |            |
| 01.11.1943 | -                         | 7-я армия (СССР)  | 272-я стрелковая дивизия 368-я стрелковая дивизия 69-я морская стрелковая бригада                                    | 877-й отдельный сапёрный батальон 506-й отдельный батальон связи               |            |
| 01.12.1943 | -                         | 7-я армия (СССР)  | 272-я стрелковая дивизия 368-я стрелковая дивизия 69-я морская стрелковая бригада                                    | 877-й отдельный сапёрный батальон 506-й отдельный батальон связи               |            |
| 01.01.1944 | -                         | 7-я армия (СССР)  | 272-я стрелковая дивизия 368-я стрелковая дивизия 69-я морская стрелковая бригада                                    | 877-й отдельный сапёрный батальон 506-й отдельный батальон связи               |            |
| 01.02.1944 | -                         | 7-я армия (СССР)  | 21-я стрелковая дивизия 67-я стрелковая дивизия 114-я стрелковая дивизия                                             | 877-й отдельный сапёрный батальон 506-й отдельный батальон связи               |            |
| 01.03.1944 | Карельский фронт          | 7-я армия (СССР)  | 114-я стрелковая дивизия 272-я стрелковая дивизия 368-я стрелковая дивизия                                           | 913-й отдельный сапёрный батальон 506-й отдельный батальон связи               |            |
| 01.04.1944 | Карельский фронт          | 7-я армия (СССР)  | 114-я стрелковая дивизия 272-я стрелковая дивизия 368-я стрелковая дивизия                                           | 913-й отдельный сапёрный батальон 506-й отдельный батальон связи               |            |
| 01.05.1944 | Карельский фронт          | 7-я армия (СССР)  | 114-я стрелковая дивизия 272-я стрелковая дивизия 368-я стрелковая дивизия                                           | 913-й отдельный сапёрный батальон 506-й отдельный батальон связи               |            |
| 01.06.1944 | Карельский фронт          | 7-я армия (СССР)  | 114-я стрелковая дивизия 272-я стрелковая дивизия 368-я стрелковая дивизия                                           | 913-й отдельный сапёрный батальон 506-й отдельный батальон связи               |            |
| 01.07.1944 | Карельский фронт          | 7-я армия (СССР)  | 114-я стрелковая дивизия 272-я стрелковая дивизия 70-я морская стрелковая бригада 3-я бригада морской пехоты         | 913-й отдельный сапёрный батальон 506-й отдельный батальон связи               |            |
| 01.08.1944 | Карельский фронт          | 7-я армия (СССР)  | 114-я стрелковая дивизия 272-я стрелковая дивизия                                                                    | 913-й отдельный сапёрный батальон 506-й отдельный батальон связи               |            |
| 01.09.1944 | Карельский фронт          | 7-я армия (СССР)  | 114-я стрелковая дивизия 272-я стрелковая дивизия                                                                    | 913-й отдельный сапёрный батальон 506-й отдельный батальон связи               |            |
| 01.10.1944 | Карельский фронт          | 7-я армия (СССР)  | 114-я стрелковая дивизия 310-я стрелковая дивизия                                                                    | 913-й отдельный сапёрный батальон 506-й отдельный батальон связи               |            |
| 01.11.1944 | Карельский фронт          | 7-я армия (СССР)  | 114-я стрелковая дивизия 310-я стрелковая дивизия 150-й укреплённый район                                            | 913-й отдельный сапёрный батальон 506-й отдельный батальон связи до 15.11.1944 |            |
| 01.12.1944 | Резерв Ставки ВГК         | 32-я армия (СССР) | 310-я стрелковая дивизия                                                                                             | 913-й отдельный сапёрный батальон                                              |            |
| 01.01.1945 | Беломорский военный округ | -                 | 25-я стрелковая дивизия 289-я стрелковая дивизия                                                                     | 913-й отдельный сапёрный батальон                                              |            |
| 01.02.1945 | Беломорский военный округ | -                 | 25-я стрелковая дивизия 289-я стрелковая дивизия                                                                     | 913-й отдельный сапёрный батальон                                              |            |
| 01.03.1945 | Беломорский военный округ | -                 | 25-я стрелковая дивизия 289-я стрелковая дивизия                                                                     | 913-й отдельный сапёрный батальон                                              |            |
| 01.04.1945 | Беломорский военный округ | -                 | 25-я стрелковая дивизия 289-я стрелковая дивизия                                                                     | 913-й отдельный сапёрный батальон                                              |            |
| 01.05.1945 | Беломорский военный округ | -                 | 25-я стрелковая дивизия 289-я стрелковая дивизия                                                                     | 913-й отдельный сапёрный батальон                                              |            |
| 01.01.1946 | Беломорский военный округ | -                 | 25-я стрелковая дивизия (Архангельск) 289-я стрелковая дивизия (ст. Обозерская) 368-я стрелковая дивизия (Беломорск) |                                                                                |            |

### Командование
- Зайцев, Пантелеймон Александрович c 04.04.1942 по 27.11.1943, генерал-майор
- Гнедин, Пётр Виссарионович c 08.12.1943 по 12.11.1944, генерал-майор
- Голубев-Крицер, Яков Григорьевич с 12.11.1944 по 30.12.1944, полковник
- Калиновский, Григорий Евстафьевич c 11.11.1944 по 01.1946, генерал-майор
- Александров, Пётр Алексеевич с 01.1946 по 10.07.1946, генерал-майор